# Acalypha gracilens
Acalypha gracilens é uma espécie de flor do gênero Acalypha, pertencente à família Euphorbiaceae.